# 希望訪問
『希望訪問』（きぼうほうもん）は、1957年4月16日から1959年3月31日までNHKテレビ → NHK総合テレビで放送された教養番組である。NHK東京（NHK本部）・NHK大阪放送局・NHK名古屋放送局の共同制作。放送時間は毎週火曜 18:10 - 18:40 （日本標準時）であった。

## 概要
それまで土曜18:10枠で不定期放送されていた『私たちのテレビ訪問』を発展させた番組で、屋内プールや相撲学校といった子供が興味を示しそうな施設を毎回訪問・中継した。